# Young Adult Matters
Young Adult Matters (en hangul, 어른들은 몰라요; romanización revisada del coreano: Eo-reun-deul-eun mul-la-yo; literalmente, Los adultos no saben) es una película dramática surcoreana de 2021, escrita y dirigida por Lee Hwan, y protagonizada por Lee Yoo-mi, Ahn Hee-yeon y Bang Eun-jung.

## Sinopsis
Se-jin, una chica de 18 años, se enfrenta a una serie de tragedias en su vida. Vive sin la presencia de sus padres, solo con su hermana menor. Su precario equilibrio psicológico se traduce en episodios de autolesionismo que publica en las redes sociales, y se ve agravado por el acoso que sufre en la escuela. Su principal acosadora, con la que tiene una relación de amor y odio, muere repentinamente ante sus ojos en un accidente. Por otro lado, Se-jin ha quedado embarazada de un compañero de clase, y busca la manera y el dinero necesario para abortar. Conoce a una chica que se escapó de casa, Joo-yeong, y a otros dos amigos que la ayudan en ambiente de marginados. Al final del día, la única verdadera alegría que encuentra Se-jin proviene de ejercitarse con su tabla larga.

## Reparto
- Lee Yoo-mi como Se-jin.[7][8]
- Ahn Hee-yeon como Joo-young, una chica que lleva cuatro años sin aparecer por su casa.[9][10][11]
- Bang Eun-jung como Eun Jeong, compañera de clase de Se-jin, que acosa de día y busca de noche.[12]
- Shin Haet-bit como Se-jeong, la hermana menor de Se-jin.
- Lee Hwan como Jae-pil, un joven que se hace amigo de Se-jin y Joo-young.
- Han Seong-soo como Sin-ji, un joven que se hace amigo de Se-jin y Joo-young.
- Heo Joon-seok como Joon-seok, gestor del club nocturno.
- Park Kang-sub como Sang-seop.
- Kim Ga-bin como Ga-bin.
- Kim Seo-ha como oficial de policía.
- Myung Seung-hoon como oficial de policía.
- Han Sung-soo como Sin-ji.
- Choi Eun-kyeong como la profesora embarazada.
- Kim Chul-hwan como cliente del club nocturno.
- Lee Seung-yeon.

### Apariciones especiales
- Park Soo-young como el director de la escuela.
- Susanna Noh como ginecóloga.[13]
- Nam Moon-chul como ginecólogo.
- Lee Seung-yeon como Seung-yeon.[13]
- Cho Seong-ha como Seong-ha.[13]
- Ryu Abel como consejera.[13][14]
- Kim Kang-hyun como el agente inmobiliario.[13]

## Producción
Un tráiler de 30 segundos de la película se lanzó el 2 de abril de 2021. Cuatro días después se presentó a la prensa en la Universidad Konkuk (Gwangjin, Seúl).
Young Adult Matters es el debut como actriz de cine de Ahn Hee-yeon (Hani), componente del grupo femenino EXID. Para el guionista y director Lee Hwan (que también interviene como actor, como Jae-pil) se trata de su segunda película, después de Park Hwa-young, con la que está conectada en algunos aspectos temáticos, como son la violencia juvenil y la alienación de la familia y la escuela. La preparación de la obra incluyó un taller de dos meses con los actores. También en aquella película aparece Lee Yoo-mi con un personaje llamado Se-jin, aunque con un papel secundario.
Para preparar su papel, Lee Yoo-mi necesitó tres meses de entrenamiento con la tabla larga, que aparece en numerosas escenas del filme; la actriz describe esta práctica de su personaje como «esencial para captar el sentido de libertad personal de Se-jin». También contó, a propósito de la preparación, que solo supo que Ahn Hee-yeon sería su compañera de reparto poco antes del rodaje, durante el taller de preparación, pues el director no la había informado de ello. Este último le pedía que para entrar en el personaje considerara el significado del título (literalmente, «los adultos no saben»).

### Estreno
Young Adult Matters se presentó el 24 de octubre de 2020 en la sección «Visión de hoy en el cine coreano», en el 25.º Festival Internacional de Cine de Busan. El estreno en sala llegó el 15 de abril de 2021. Se exhibió en 209 pantallas para 35 462 espectadores, que dejaron una taquilla del equivalente a 262 742 dólares.
La película fue clasificada en su país para mayores de 19 años, hecho que lamentó el director Lee Hwan, quien consideró que había hecho un filme «que todas las generaciones pueden ver» porque trata un tema en el que todas las generaciones deberían pensar.

## Crítica
En su reseña para Cine 21, Kim So-mi escribe que «la sociedad adolescente retratada en la película del director Lee Hwan está cerca del mundo sombrío de una sociedad de clases vívida creada por adultos. Cuando las cadenas de ser menor de edad se suman a una vida de pobreza y alienación, la oscuridad se profundiza». Sobre las interpretaciones, señala: «Lee Yu-mi y Ahn Hee-yeon reproducen las apariencias de las adolescentes que luchan por sobrevivir [...]. La armonía entre Se-jin, que es inestable y antisocial, y Joo-young, que es más realista y madura, conduce la obra de forma equilibrada.
Según Stefano Del Giudice, «Young Adult Matters parte de excelentes premisas narrativas para luego crear una historia que no satisface del todo al espectador debido a algunas fallas obvias en el guión que no explican muchos elementos clave dentro de la historia, dándonos una película que, si bien tiene personajes interesantes, no se muestra capaz de darles un guión sólido».
Escribe Son Seon-woo en Newsmin: «no es una película con la que los adultos estén contentos. Entre las muchas películas de acusación social, es particularmente incómoda. La razón es que los adultos [...] se parecen a la realidad. Los temas provocativos como las blasfemias, la violencia, el aborto y la prostitución de los jóvenes tienen una conexión profunda con los adultos, y sus expresiones cándidas no son diferentes de los rostros desnudos de los adultos. El director Lee Hwan dijo en una entrevista con los medios: “Los adultos no quieren creer en la existencia de jóvenes en riesgo. Incluso si no es de interés, espero que no los niegues"».

## Premios y nominaciones
| Año  | Premios                                                 | Categoría                                                | Candidato           | Resultado       | Ref.          |
| ---- | ------------------------------------------------------- | -------------------------------------------------------- | ------------------- | --------------- | ------------- |
| 2020 | 25.º Festival Internacional de Cine de Busan            | Premio Megabox del Gremio de Directores de Cine de Corea | Young Adult Matters | Ganadora        | [ 20 ] [ 21 ] |
| 2020 | 25.º Festival Internacional de Cine de Busan            | Premio KHT                                               | Young Adult Matters | Ganadora        | [ 20 ] [ 21 ] |
| 2021 | Premios Buil Film                                       | Mejor actriz revelación                                  | Lee Yoo-mi          | Ganadora        | [ 22 ]        |
| 2021 | Premios Buil Film                                       | Mejor actriz revelación                                  | Ahn Hee-Yeon        | Nominada        | [ 23 ]        |
| 2021 | Premios Blue Dragon Film                                | Mejor actriz revelación                                  | Lee Yoo-mi          | Nominada        | [ 24 ] [ 25 ] |
| 2021 | Premios Cine21                                          | Mejor actriz revelación del año                          | Lee Yoo-mi          | Ganadora        | [ 26 ]        |
| 2021 | Premios de la Asociación Coreana de Guionistas de Cine  | Mejor actriz revelación                                  | Lee Yoo-mi          | Ganadora        | [ 27 ]        |
| 2021 | Premios Kinolights                                      | Actriz nacional del año                                  | Lee Yoo-mi          | Cuarta posición | [ 28 ]        |
| 2021 | Premios de la Asociación Coreana de Productores de Cine | Mejor actriz revelación                                  | Lee Yoo-mi          | Ganadora        |               |
| 2022 | 58.os Premios Baeksang Arts                             | Mejor actriz revelación - cine                           | Lee Yoo-mi          | Ganadora        | [ 29 ] [ 30 ] |